# Avantasia-diszkográfia
Az  Avantasia zenei pályafutása 1999-ben indult, amikor Tobias Sammet túllépve zenekara, az Edguy eddigi zenei stílusán, a power metal keretein, úgy döntött, hogy egy sokszereplős, különböző rock és metal stílusokat ötvöző zenei művet alkot. Az első "metal-opera" lemezhez az európai rock-szintér legjavát sikerült megnyernie. Az azóta eltelt évek, az immár öt stúdiólemez és két komoly turné is jelzi a projekt sikerét.

## Stúdióalbumok
- The Metal Opera (EU: 2001. január 21.; USA: 2001. július 10.)[1]
- The Metal Opera Pt. II. (USA: 2002. augusztus 26.)[2]
- The Scarecrow (USA: 2008. január 25.)[3]
- The Wicked Symphony (USA: 2010. április 3.)[4]
- Angel of Babylon (USA: 2010. április 3.)[4]
- The Mystery of Time (2013)
- Ghostlights (2016)
- Moonglow (2019)

## Koncertalbumok
- The Flying Opera (USA: 2011. október 7.)[5]

## EP-k
- Lost in Space Pt. 1. (USA: 2007. november 16.)[6]
- Lost in Space Pt. 2. (USA: 2007. november 16.)[7]

## Kislemezek
- Avantasia (USA: 2000. október 3.)[8]
- Lost in Space (USA: 2007. október 21.)[9]
- Carry Me Over (USA: 2008. január 17.)[10]
- Dying for an Angel (USA: 2010. március 3.)[11]

## DVD
- The Flying Opera - Around The World In 20 Days (USA: 2011. március 18.)[12]

## Klipek
- Lost in Space – 2007. YouTube
- "Carry Me Over" – 2008. YouTube
- "Dying for an Angel" - 2010. YouTube